# T. Carmi
T. Carmi (hebräisch ט. כרמי) (geboren 31. Dezember 1925 in New York City als Carmi Charny; gestorben 20. November 1994 in Jerusalem) war ein israelischer Dichter.

## Biografie
Carmi Charny wurde in New York City in ein jüdisches Elternhaus geboren. Sein Vater, Rabbiner Bernard (Baruch) Charney, war Rektor der Jeshiva of Central Queens, einer jüdischen Tagesschule. Zu Hause wurde in der Familie hebräisch gesprochen. Charny studierte an der Yeshiva University und der Columbia University. Im Jahre 1946 arbeitete er mit Waisenkindern in Frankreich, deren Eltern in der Schoa ermordet wurden. Im Jahre 1948, kurz vor Ausbruch des Palästinakriegs 1947–1949,  übersiedelte er 1947 nach Israel. In Israel kämpfte er zur Zeit der Erklärung der israelischen Unabhängigkeit und deren Folgen, an der Jerusalemer Front und diente dann, nach der Gründung des IDF am 31. Mai 1948, als Offizier in der Luftwaffe. Darüber hinaus arbeitete als Herausgeber sowohl der Literaturzeitschrift „Massa“ als auch von Kinder- und Jugendliteratur.
Carmi veröffentlichte eigene Gedichte und übersetzte auch Werke von Shakespeare sowie hebräische Gedichte. An der Jerusalemer Hochschule war er als Professor tätig.

## Werke
- Blemish and Dream
- There Are No Black Flowers
- Snow in Jerusalem
- The Last Sea
- The Brass Serpent

## Auszeichnungen
- Bialik-Preis